# Papir d'Hunefer

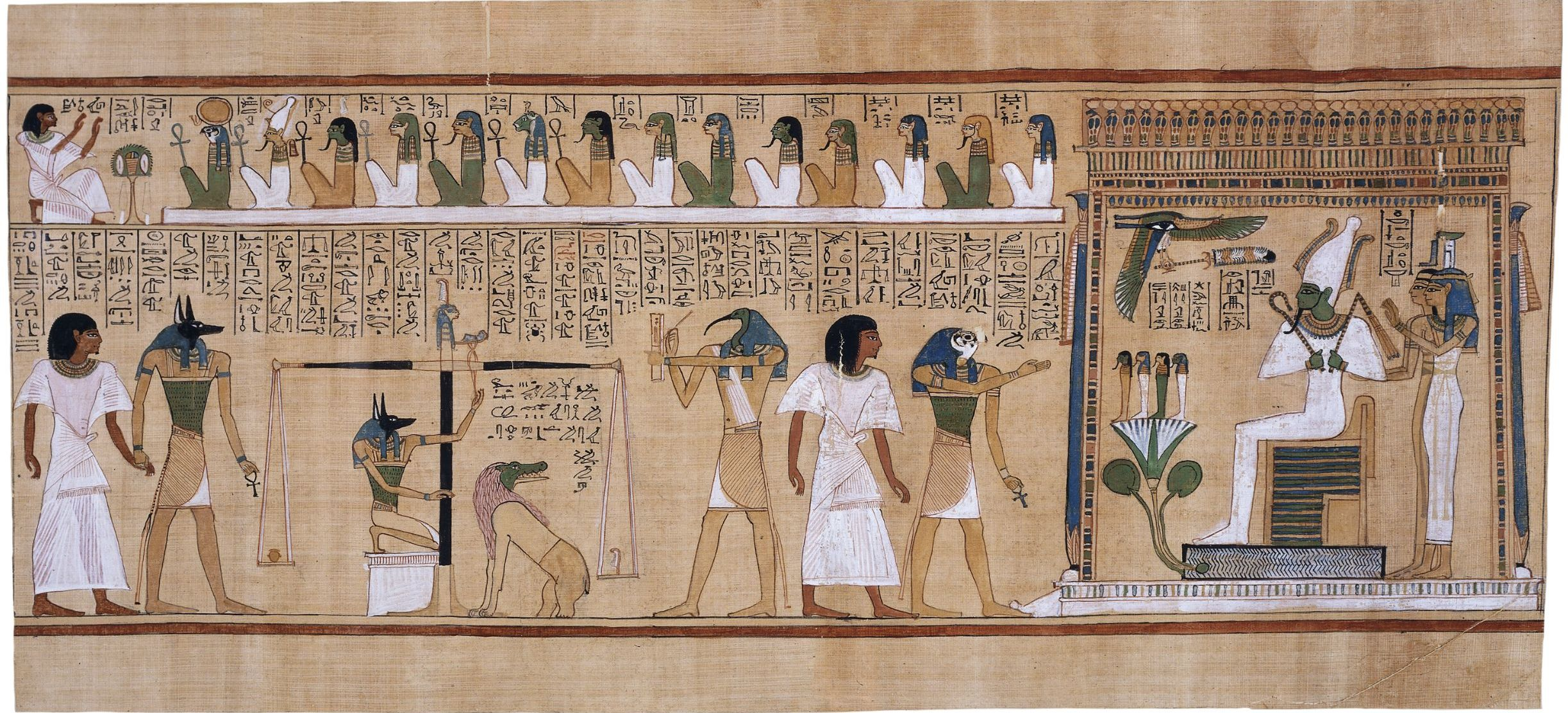
Judici d'Osiris del papir d'Hunefer. Anubis pesa el cor de l'escriba contra la ploma de la veritat a la balança de Maat. Tot n'anota el resultat. Si el seu cor és tan lleuger com la ploma, se li permet passar a l'altra vida. Si no és així, és devorat per Ammut

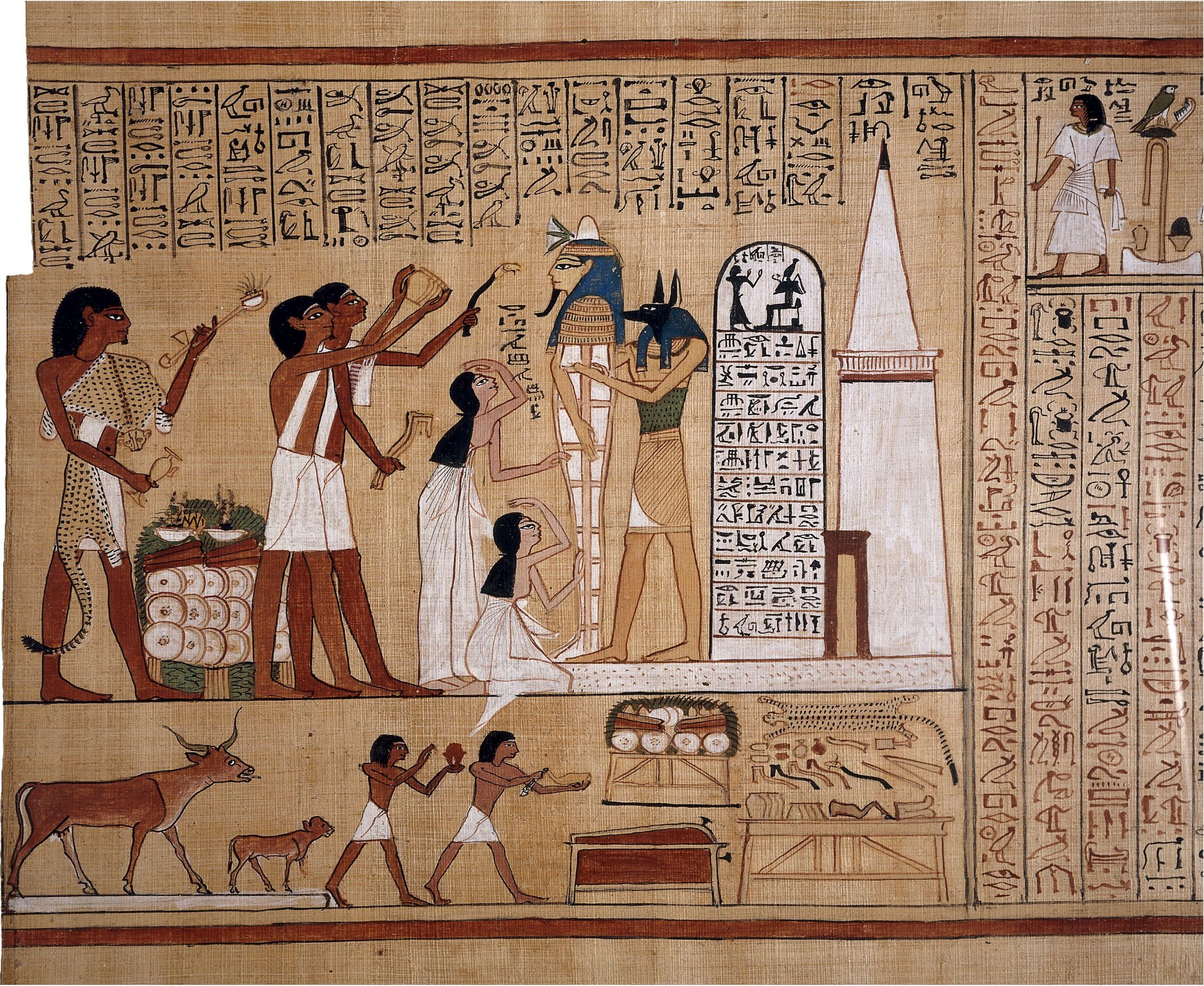
La mòmia d'Hunefer, subjectada per un sacerdot d'Anubis, rep el ritual de l'obertura de la boca i els ulls practicada per uns sacerdots

El Papir d'Hunefer és una de les versions més conegudes del Llibre dels Morts, que fou escrit durant la Dinastia XIX d'Egipte, si fa no fa entre el 1310 i 1275 abans de la nostra era, i que ara es troba traslladat al British Museum de Londres. Originàriament tenia 5,50 m de llarg per 39 cm d'ample, però actualment l'han dividit en vuit peces per "necessitats de conservació".
Juntament amb el Papir d'Ani, destaquen per ser els clàssics exemples del Llibre dels Morts, amb vinyetes molt il·lustratives. Són notables i molt aclaridores les vinyetes del capítol 125 del Llibre dels Morts, en què es representa la psicòstasi presidida per Osiris i la cerimònia de l'obertura de la boca i els ulls.

## Història
Aquest papir del Llibre dels Morts es va elaborar expressament per a Hunefer, que fou "escriba reial a l'oest de Tebes", "escriba de les ofrenes divines", "supervisor del bestiar reial" i majordom del rei Seti I. Aquests títols indiquen que Hunefer ocupava un lloc molt important en l'administració de l'estat i devia ser membre de la cort reial. La seua esposa Nasha era sacerdotessa d'Amon a Tebes. Malgrat que la seua tomba no s'ha localitzat, és probable que l'enterraren a Memfis.

## Estatueta contenidora
L'únic element conegut del dipòsit funerari d'Hunefer és una figureta de fusta policroma amb el nom de la persona morta, i representa el déu Osiris - Seker. En els funerals, el papir seria enrotllat i col·locat en un compartiment secret construït per a això a la part posterior de l'estàtua, i després dipositat a la tomba, segurament a Luxor (o Memfis, segons altres investigadors).
L'estatueta va ser descoberta per saquejadors de tombes a mitjan segle xix i després comprada pel francés Antoine Clot (1793-1868), un metge contractat pel govern egipci. El 1852, aquest col·leccionista va cedir el papir al Museu Britànic, en què el van tallar en vuit peces i el van col·locar sota un cristall.